# Comuna Mala Sevasteanivka, Hrîstînivka
Mala Sevasteanivka (în ucraineană Мала Севастянівка) este o comună în raionul Hrîstînivka, regiunea Cerkasî, Ucraina, formată din satele Kozace, Mala Sevasteanivka (reședința) și Vilșanka.

## Demografie
Componența lingvistică a comunei Mala Sevasteanivka
     Ucraineană (95,71%)
     Rusă (3,72%)
     Alte limbi (0,49%)
Conform recensământului din 2001, majoritatea populației comunei Mala Sevasteanivka era vorbitoare de ucraineană (95,71%), existând în minoritate și vorbitori de rusă (3,72%).